# Chantal Acda
Chantal Acda (* 1978 in Helmond) ist eine niederländische Singer-Songwriterin und Fusionmusikerin (Gitarre, Bassgitarre).

## Leben und Wirken
Acda begann ihre Karriere mit 18 Jahren, als sie in Eindhoven wohnte. Mit 21 Jahren zog sie nach Antwerpen. Acda wurde als Sängerin von Sleepingdog bekannt, spielte in Bands wie Isbells, True Bypass, Marble Sounds oder Distance, Light & Sky und arbeitete mit Künstlern wie Nils Frahm, Peter Broderick, Heather Woods Broderick, Valgeir Sigurðsson, Gyda Valtysdottir und Adam Wiltzie. Immer wieder legte sie Soloprojekte auf. Sie konzertierte auf Festivals wie Le Guess Who oder Dranouter. Bei Jazz Middelheim trat sie 2018 im Duo mit Bill Frisell auf. Mit ihren Atlantic Drifters, zu denen neben Frisell Colin Stetson, Joachim Badenhorst, Niels Van Heertum, Kurt Van Herck, Jozef Dumoulin, Thomas Morgan und Eric Thielemans gehören, legte sie 2024 das Album Silently Held vor.

## Diskographische Hinweise
- Dreamy Yell (1999)
- Chacda: La Sortie (2005)
- Let Your Hands Be My Guide (2013)
- Live in Dresden (2014)
- The Sparkle In Our Flaws (2015)
- Live in Münster (2016)
- Bounce Back (2017)
- Chantal Acda & Bill Frisell: Live at Jazz Middelheim (2018)
- Pūwawau (2019)[4]
- Kill Your Darlings (Ep, 2020)
- Saturday Moon (2021)
- Chantal Acda & Eric Thielemans: Koyaanisqatsi, A New Score (2022)
- Bruno Bavota & Chantal Acda: A Closer Distance (2022)
- Chantal Acda & The Atlantic Drifters: Silently Held (2024)